# San Salvador (Entre Ríos)

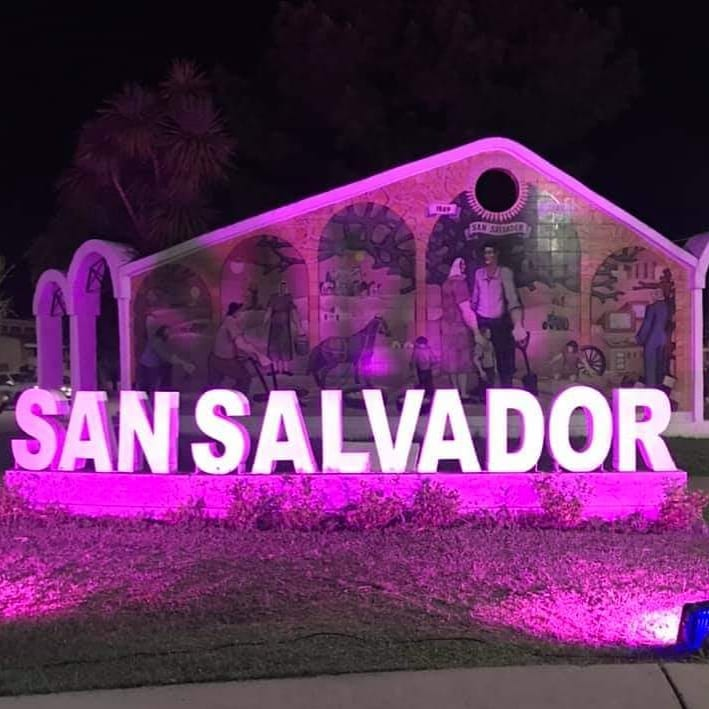
Mural San Salvador, Entre Ríos

San Salvador é um município da província de Entre Ríos, na Argentina.
Situa-se no centroeste da província, aproximadamente a 205 km de Paraná, a capital provincial. Segundo o censo de 2010 conta com 12.643 habitantes (+ 13,67 %), cujo gentílico é sansalvadoreño. Foi fundada em 25 de Dezembro de 1889 por Miguel Malarin, sobre na "Lomada Grande".